# 601
Cette page concerne l'année 601  du calendrier julien. Pour l'année 601 av. J.-C., voir 601 av. J.-C. Pour le nombre 601, voir 601 (nombre).
L'année 601 est une année commune qui commence un dimanche.

## Événements
- 22 juin : les futurs archevêques de Cantorbéry, Laurent, Mellitus, Justus et Honorius, le futur archevêque d'York Paulin, et Rufinien, futur abbé de Saint-Augustin, sont envoyés en Angleterre par le pape Grégoire avec des lettres de recommandation, pour seconder Augustin dans son travail de missionnaire[1].
- Août : le frère de l'empereur byzantin Maurice Pierre est nommé stratège des armées du Danube. À l'automne, il avance en Dardanie où il apprend que le général avar Apsich campe à proximité des Portes de Fer. Le combat n'a pas lieu et les deux parties négocient sans parvenir à un accord. Les Avars se replient sur Constantiola et Pierre retourne en Thrace pour passer l'hiver[2].
- Novembre : mariage de Théodose, fils de l'empereur byzantin Maurice[3].
- Décembre : début du règne de Liuva II, roi des wisigoths (fin en 603)[4].

- Tardu, qaghan des Turcs occidentaux, qui tente de réunifier l'empire des Köktürks, menace Chang'an, capitale des Sui[5].

## Décès en 601
- Décembre : Récarède Ier, roi des Wisigoths d'Espagne depuis 586, à Tolède. Dernier roi arien, converti en 587 au catholicisme qui devient la religion officielle en Espagne.